# شکربوته کرانتز
شکربوته کرانتز (نام علمی: Protea rupicola) نام یک گونه از سرده شکربوته‌ها است.